# Elecciones presidenciales de Estados Unidos de 2012 en California
En las elecciones presidenciales de Estados Unidos en California de 2012 se escogerá la delegación de California para el colegio electoral. Se llevaron a cabo el 6 de noviembre de 2012 por toda California y es parte de las elecciones presidenciales de Estados Unidos de 2012. El candidato y actual presidente demócrata Barack Obama, derrotó al candidato Republicano el exgobernador de Massachusetts Mitt Romney en California por un margen aplastante de 3,014,327 votos equivalente al 23.12% de la votación.